# Дьоме Стояи
Дьоме Стояи (на унгарски: Sztójay Döme), сърбин, е офицер на Австро-Унгария (полковник) и Унгария (генерал-полковник), после дипломат и политик (министър и премиер).
Роден е с името Димитрие Стоякович в сръбско семейство във Вършац на 5 януари 1883 година.
Постъпва на служба в армията на Австро-Унгария, достига през Първата световна война до званието полковник.
След нейния край служи във военното контраразузнаване на Унгария. От 1925 до 1933 година е военен аташе в Берлин, а от 1935 до 1944 година е посланик, като става известен с прогерманските си позиции. След окупацията на Унгария от Германия през март 1944 г. е назначен за министър-председател и външен министър, но няколко месеца по-късно е отстранен заради конфликт с диктатора Миклош Хорти.
Напуска Унгария с отстъпващите германски войски през пролетта на 1945 година и е пленен от американците. Те го екстрадират обратно в Унгария, където е осъден на смърт от Народния съд за военни престъпления и престъпления срещу унгарския народ. Разстрелян е в Будапеща на 22 август 1946 година.